# Wesz świńska
Wesz świńska (Haematopinus suis) – gatunek wszy należący do rodziny Haematopinidae, pasożytujący na świni (Sus scrofa f. domestica). Powoduje chorobę wszawicę. 
Samiec długości 4,2 mm, samica 5,0 mm, największa wesz zwierząt domowych w Europie i jedna z największych znanych. Według innych samice wszy świńskie osiągają rozmiary w zakresie od około 4,5 mm do prawie 6,0 mm, samce zaś 3,5 mm do 4,75 mm. Są silnie spłaszczona grzbietowo-brzusznie. Głowa dwukrotnie lub trzykrotnie dłuższa niż szersza. Nogi bardzo duże i silne. Samica składa 3 do 6 jaj dziennie przez około 25 dni. Średnio składa około 90 jaj zwanych gnidami, barwy żółtawobiałej z wieczkiem na górnym biegunie. Wielkości 1,0 - 1,5 mm długości. Są one mocowane specjalnym "cementem" u nasady włosa. Po około 12-14 dniach z jaj klują się młode wszy. Rozwój osobniczy trwa po wykluciu się z jaja około 14 dni. Długość życia wszy świńskiej wynosi około 35 dni.
Pasożytuje na skórze owłosionej głównie w okolicy nasady uszu, na karku, na bokach ciała. W przypadku silnego opadnięcia może występować na całym ciele. Kosmopolityczny.